# BGL Ligue
Die BGL Ligue ist die höchste luxemburgische Spielklasse im Fußball der Männer.

## Geschichte
Von der ersten Ausspielung 1909 bis 1912 trug die höchste Spielklasse den Namen Klasse A. 1913 wurde sie in Erste Division umbenannt. Diesen Namen trug sie bis 1932. Von 1932 bis 1957 hieß sie Ehrendivision, bis sie in Nationaldivision umbenannt wurde.
Seit der Saison 2007/08 trägt sie diesen Titel, benannt nach ihrem Hauptsponsor BGL, Banque Générale du Luxembourg. In einigen Medien werden die Bezeichnungen oberste Division und Nationaldivision verwendet.
Während der deutschen Besatzung Luxemburgs von 1940 bis 1944 ruhte der Spielbetrieb. Die luxemburgischen Vereine wurden vom Fachamt Fußball in die Gauliga Moselland  Gruppe West und ihre nachgeordneten Spielklassen eingegliedert.
Ab 1946 spielten zwölf Mannschaften in der höchsten Liga. Zur Saison 1988/89 wurde die Teilnehmerzahl auf zehn reduziert und 1994 wieder auf zwölf erhöht. Seit der Saison 2006/07 spielte die BGL Ligue mit vierzehn Mannschaften. In der darunterliegenden Liga, der Ehrenpromotion, spielten ebenfalls 14 Mannschaften.
Aufgrund der COVID-19-Pandemie in Luxemburg werden die BGL Ligue und die Ehrenpromotion seit der Spielzeit 2020/21 mit 16 Mannschaften ausgetragen.

## Spielmodus
Die Saison umfasst 30 Spieltage, aufgeteilt in zwei Spielphasen.
Jede teilnehmende Mannschaft bestreitet jeweils zwei Spiele (Hin- und Rückrunde) gegen alle anderen Mannschaften.
Die Mannschaften, welche den 15. und 16. Platz belegen, müssen in die Ehrenpromotion absteigen. Die Mannschaften auf dem 13. und 14. Platz müssen ein Barragespiel gegen den Dritt- und Viertplatzierten der Ehrenpromotion austragen. Die Sieger steigen auf bzw. verbleiben in der BGL Ligue.
In der Vergangenheit wurde zusätzlich eine Play-off-Runde zur Bestimmung des Meisters und der Absteiger am Ende der regulären Saison ausgetragen. Dieser Modus wurde jedoch ab der Saison 2006/07 fallen gelassen.

## Vereine in der Saison 2023/24
|  | Verein                | Spielzeiten (gesamt) | Letzter Aufstieg | Anzahl Aufstiege | Anmerkungen |
|  | --------------------- | -------------------- | ---------------- | ---------------- | ----------- |
|  | US Bad Mondorf        | 12                   | 2014             | 2                |             |
|  | FC Differdingen 03    | 16                   | 2006             | 01 1             |             |
|  | F91 Düdelingen        | 30                   | 1992             | 01 1             |             |
|  | CS Fola Esch          | 63                   | 2008             | 10               |             |
|  | Jeunesse Esch         | 98                   | 1949             | 5                |             |
|  | Swift Hesperingen     | 23                   | 2020             | 5                |             |
|  | UN Käerjéng 97        | 13                   | 2022             | 03 1             |             |
|  | RFC Union Luxemburg   | 16                   | 2015             | 01 1             |             |
|  | FC Marisca Mersch     | 0                    | 2023             | 1                |             |
|  | FC Monnerich          | 10                   | 2022             | 4                |             |
|  | FC Progrès Niederkorn | 70                   | 2006             | 9                |             |
|  | Union Titus Petingen  | 06                   | 2016             | 01 1             |             |
|  | FC Victoria Rosport   | 14                   | 2014             | 2                |             |
|  | FC Schifflingen 95    | 01                   | 1999             | 02 1             |             |
|  | FC UNA Strassen       | 07                   | 2015             | 1                |             |
|  | FC Wiltz 71           | 27                   | 2020             | 8                |             |

## Statistiken

### Meister der BGL Ligue von 2008 bis heute
| Jahr | Verein             |
| ---- | ------------------ |
| 2025 | FC Differdingen 03 |
| 2024 | FC Differdingen 03 |
| 2023 | Swift Hesperingen  |
| 2022 | F91 Düdelingen     |
| 2021 | CS Fola Esch       |
| 2020 | abgebrochen        |
| 2019 | F91 Düdelingen     |
| 2018 | F91 Düdelingen     |
| 2017 | F91 Düdelingen     |
| 2016 | F91 Düdelingen     |
| 2015 | CS Fola Esch       |
| 2014 | F91 Düdelingen     |
| 2013 | CS Fola Esch       |
| 2012 | F91 Düdelingen     |
| 2011 | F91 Düdelingen     |
| 2010 | Jeunesse Esch      |
| 2009 | F91 Düdelingen     |
| 2008 | F91 Düdelingen     |

### Meister der Nationaldivision von 1958 bis 2007
| Jahr | Verein                  |
| ---- | ----------------------- |
| 2007 | F91 Düdelingen          |
| 2006 | F91 Düdelingen          |
| 2005 | F91 Düdelingen          |
| 2004 | Jeunesse Esch           |
| 2003 | CS Grevenmacher         |
| 2002 | F91 Düdelingen          |
| 2001 | F91 Düdelingen          |
| 2000 | F91 Düdelingen          |
| 1999 | Jeunesse Esch           |
| 1998 | Jeunesse Esch           |
| 1997 | Jeunesse Esch           |
| 1996 | Jeunesse Esch           |
| 1995 | Jeunesse Esch           |
| 1994 | FC Avenir Beggen        |
| 1993 | FC Avenir Beggen        |
| 1992 | Union Luxemburg 1       |
| 1991 | Union Luxemburg 1       |
| 1990 | Union Luxemburg 1       |
| 1989 | Spora Luxemburg 1       |
| 1988 | Jeunesse Esch           |
| 1987 | Jeunesse Esch           |
| 1986 | FC Avenir Beggen        |
| 1985 | Jeunesse Esch           |
| 1984 | FC Avenir Beggen        |
| 1983 | Jeunesse Esch           |
| 1982 | FC Avenir Beggen        |
| 1981 | FC Progrès Niederkorn   |
| 1980 | Jeunesse Esch           |
| 1979 | Red Boys Differdingen 2 |
| 1978 | FC Progrès Niederkorn   |
| 1977 | Jeunesse Esch           |
| 1976 | Jeunesse Esch           |
| 1975 | Jeunesse Esch           |
| 1974 | Jeunesse Esch           |
| 1973 | Jeunesse Esch           |
| 1972 | FC Aris Bonneweg 1      |
| 1971 | Union Luxemburg 1       |
| 1970 | Jeunesse Esch           |
| 1969 | FC Avenir Beggen        |
| 1968 | Jeunesse Esch           |
| 1967 | Jeunesse Esch           |
| 1966 | FC Aris Bonneweg 1      |
| 1965 | Stade Düdelingen 3      |
| 1964 | FC Aris Bonneweg 1      |
| 1963 | Jeunesse Esch           |
| 1962 | Union Luxemburg 1       |
| 1961 | Spora Luxemburg 1       |
| 1960 | Jeunesse Esch           |
| 1959 | Jeunesse Esch           |
| 1958 | Jeunesse Esch           |

### Meisterschaften nach Vereinen
| Verein                              | Titel | Meister Jahre |  |
| ----------------------------------- | ----- | --- |  |
| Jeunesse Esch                       | 28    | 1921, 1937, 1951, 1954, 1958, 1959, 1960, 1963, 1967, 1968, 1970, 1973, 1974, 1975, 1976, 1977, 1980, 1983, 1985, 1987, 1988, 1995, 1996, 1997, 1998, 1999, 2004, 2010 |  |
| RFC Union Luxemburg                 | 28    | |  |
| davon als Racing Luxemburg          | 1     | 1910 |  |
| davon als Sporting Club Luxemburg   | 2     | 1911, 1919 |  |
| davon als Spora Luxemburg           | 11    | 1925, 1928, 1929, 1934, 1935, 1936, 1938, 1949, 1956, 1961, 1989 |  |
| dovun als US Hollerich/Bonneweg     | 5     | 1912, 1914, 1915, 1916, 1917 |  |
| davon als Union Luxemburg           | 6     | 1927, 1962, 1971, 1990, 1991, 1992 |  |
| davon als FC Aris Bonneweg          | 3     | 1964, 1966, 1972 |  |
| F91 Düdelingen                      | 26    | 2000, 2001, 2002, 2005, 2006, 2007, 2008, 2009, 2011, 2012, 2014, 2016, 2017, 2018, 2019, 2022                                                                         |  |
| davon als Stade Düdelingen          | 10    | 1939, 1940, 1945, 1946, 1947, 1948, 1950, 1955, 1957, 1965 |  |
| Fola Esch                           | 8     | 1918, 1920, 1922, 1924, 1930, 2013, 2015, 2021 |  |
| FC Differdingen 03                  | 8     | 2024, 2025 |  |
| davon als Red Boys Differdingen     | 6     | 1923, 1926, 1931, 1932, 1933, 1979 |  |
| FC Avenir Beggen                    | 6     | 1969, 1982, 1984, 1986, 1993, 1994 |  |
| FC Progrès Niederkorn               | 3     | 1953, 1978, 1981 |  |
| CS Grevenmacher                     | 1     | 2003 |  |
| Swift Hesperingen                   | 1     | 2023 |  |
| FC Schifflingen 95                  | 1     | |  |
| davon als The National Schifflingen | 1     | 1952 |  |

## Torschützenkönige seit 1975
| Saison  | Spieler                                  | Tore | Verein                              |
| ------- | ---------------------------------------- | ---- | ----------------------------------- |
| 1974/75 | Jean-Paul Lehnen                         | 16   | Etzella Ettelbrück                  |
| 1975/76 | René Muller Albert Pissinger             | 20   | Red Boys Differdingen Aris Bonneweg |
| 1976/77 | Johny Hopp                               | 19   | Progres Niederkorn                  |
| 1977/78 | René Muller                              | 18   | Red Boys Differdingen               |
| 1978/79 | Aly May                                  | 18   | Progres Niederkorn                  |
| 1979/80 | Robert Langers                           | 26   | Union Luxemburg                     |
| 1980/81 | Aly May                                  | 18   | Progres Niederkorn                  |
| 1981/82 | Armin Krings                             | 25   | Avenir Beggen                       |
| 1982/83 | Gérard Simon                             | 23   | Jeunesse Esch                       |
| 1983/84 | Armin Krings Manou Scheitler             | 26   | Avenir Beggen Jeunesse Esch         |
| 1984/85 | Jean-Luc Guillot Armin Krings            | 16   | Jeunesse Esch Avenir Beggen         |
| 1985/86 | Armin Krings                             | 25   | Avenir Beggen                       |
| 1986/87 | Armin Krings                             | 24   | Avenir Beggen                       |
| 1987/88 | Patrick Morocutti                        | 26   | Union Luxemburg                     |
| 1988/89 | Markus Krahen Armin Krings Théo Scholten | 21   | Avenir Beggen Jeunesse Esch         |
| 1989/90 | Markus Krahen                            | 30   | Avenir Beggen                       |
| 1990/91 | Patrick Morocutti                        | 23   | Union Luxemburg                     |
| 1991/92 | Markus Krahen                            | 19   | Avenir Beggen                       |
| 1992/93 | Armin Krings                             | 23   | Avenir Beggen                       |
| 1993/94 | Stefano Fanelli                          | 19   | F91 Düdelingen                      |
| 1994/95 | Yves Heinen                              | 22   | Red Boys Differdingen               |
| 1995/96 | Mikhail Zaritski                         | 18   | Avenir Beggen                       |
| 1996/97 | Franco Iovino Mikhail Zaritski           | 19   | FC Wiltz 71 Sporting Mertzig        |
| 1997/98 | Mikhail Zaritski                         | 29   | Sporting Mertzig                    |
| 1998/99 | Frederic Cicchirillo                     | 25   | Sporting Mertzig                    |
| 1999/00 | Marcel Christophe                        | 26   | FC Monnerich                        |
| 2000/01 | Mikhail Zaritski                         | 23   | Sporting Mertzig                    |
| 2001/02 | Frederic Cicchirillo                     | 23   | F91 Düdelingen                      |
| 2002/03 | Daniel Huss                              | 22   | CS Grevenmacher                     |
| 2003/04 | Jose Gomes Andrade                       | 24   | Spora Luxemburg                     |
| 2004/05 | Serdo Pupovac                            | 24   | Alliance 01 Luxemburg               |
| 2005/06 | Fatih Sözen                              | 23   | CS Grevenmacher                     |
| 2006/07 | Daniel Da Mota                           | 26   | Etzella Ettelbrück                  |
| 2007/08 | Emmanuel Coquelet                        | 20   | F91 Düdelingen                      |
| 2008/09 | Pierre Piskor                            | 30   | FC Differdingen 03                  |
| 2009/10 | Daniel Huss                              | 22   | CS Grevenmacher                     |
| 2010/11 | Sanel Ibrahimovic                        | 18   | FC Wiltz 71                         |
| 2011/12 | Omar Er Rafik                            | 23   | FC Differdingen 03                  |
| 2012/13 | Edis Osmanovic                           | 21   | FC Wiltz 71                         |
| 2013/14 | Sanel Ibrahimovic                        | 22   | Jeunesse Esch                       |
| 2014/15 | Sanel Ibrahimovic                        | 21   | Jeunesse Esch                       |
| 2015/16 | Julien Jahier                            | 25   | RFC Union Luxemburg                 |
| 2016/17 | Omar Er Rafik                            | 26   | FC Differdingen 03                  |
| 2017/18 | David Turpel                             | 33   | F91 Düdelingen                      |
| 2018/19 | Samir Hadji                              | 23   | CS Fola Esch                        |
| 2019/20 | abgebrochen....                          |      |                                     |
| 2020/21 | Zachary Hadji                            | 33   | CS Fola Esch                        |
| 2021/22 | Dominik Stolz                            | 23   | Swift Hesperingen                   |
| 2022/23 | Rayan Philippe                           | 32   | Swift Hesperingen                   |
| 2023/24 | Jorginho                                 | 24   | FC Differdingen 03                  |
| 2024/25 | Matheus Souza                            | 23   | FC UNA Strassen                     |

## Rekorde

### Spieler

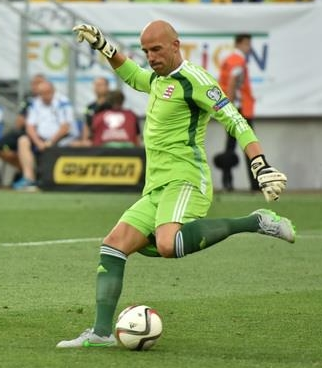
Jonathan Joubert

Spieler mit fettgedrucktem Namen sind aktuell in der BGL Ligue aktiv.
| Rang                       | Spieler            | Zeitraum  | Verein              | Spiele |
| -------------------------- | ------------------ | --------- | ------------------- | ------ |
| 01                         | Jonathan Joubert   | 1999–2022 | F91 Düdelingen      | 529    |
| 02                         | Daniel da Mota     | 2003–2023 | F91 Düdelingen      | 444    |
| 03                         | Denis Scuto        | 1983–2001 | Jeunesse Esch       | 424    |
| 04                         | René Peters        | 2001–2019 | Swift Hesperingen   | 422    |
| 05                         | Théo Scholten      | 1980–1999 |                     | 419    |
| 06                         | Jeannot Moes       | 1967–1989 | FC Avenir Beggen    | 405    |
| 07                         | Paul Koch          | 1983–2003 |                     | 403    |
|                            | Jean Wagner        | 1989–2010 | Jeunesse Esch       | 403    |
| 09                         | Tom Schnell        | 2002–2023 | RFC Union Luxemburg | 395    |
| 10                         | John van Rijswijck | 1983–2002 |                     | 394    |
| Stand: Ende Saison 2023/24 |                    |           |                     |        |

Angegeben ist der Verein, für den der Spieler die meisten Einsätze absolviert hat.
| Rang                       | Spieler           | Zeitraum  | Verein             | Tore |
| -------------------------- | ----------------- | --------- | ------------------ | ---- |
| 01                         | Armin Krings      | 1981–1999 | Avenir Beggen      | 255  |
| 02                         | Daniel Huss       | 1998–2014 | CS Grevenmacher    | 228  |
| 03                         | Patrick Morocutti | 1986–2001 | Union Luxemburg    | 223  |
| 04                         | Bert Heger        | 1959–1975 |                    | 176  |
| 05                         | Samir Hadji       | 2012–0000 | CS Fola Esch       | 162  |
| 06                         | Daniel Da Mota    | 2003–2023 | Etzella Ettelbrück | 157  |
| 07                         | Théo Scholten     | 1980–1999 |                    | 155  |
| 08                         | Henri Cirelli     | 1952–1973 |                    | 152  |
|                            | Sanel Ibrahimovic | 2010–2022 | FC Wiltz 71        | 152  |
| 10                         | Furio Cardoni     | 1965–1984 | US Rümelingen      | 150  |
| Stand: Ende Saison 2023/24 |                   |           |                    |      |

Angegeben ist der Verein, für den der Spieler die meisten Tore erzielt hat.

## UEFA-Fünfjahreswertung
Platzierung in der UEFA-Fünfjahreswertung:
(in Klammern die Vorjahresplatzierung). Die Kürzel CL, EL und CO hinter den Länderkoeffizienten geben die Anzahl der Vertreter in der Saison 2025/26 der Champions League, der Europa League sowie der Conference League an.
- 41.  (48)  Island (Liga, Pokal) – Koeffizient: 9.583 – CL: 1, EL: 0, CO: 3
- 42.  (44)  Nordirland (Liga, Pokal) – Koeffizient: 9.208 – CL: 1, EL: 0, CO: 3
- 43.  (42)  Luxemburg (Liga, Pokal) – Koeffizient: 9.000 – CL: 1, EL: 0, CO: 3
- 44.  (38)  Litauen (Liga, Pokal) – Koeffizient: 8.500 – CL: 1, EL: 0, CO: 3
- 45.  (45)  Malta (Liga, Pokal) – Koeffizient: 8.250 – CL: 1, EL: 0, CO: 3

Stand: Ende der Europapokalsaison 2023/24

## Qualifikation für europäische Wettbewerbe
Der Meister qualifiziert sich für die 1. Qualifikationsrunde der UEFA Champions League. Der Pokalsieger steigt in der 2. Qualifikationsrunde in die UEFA Europa Conference League ein. Der Vizemeister und der 3. der Liga spielen in der 1. Qualifikationsrunde in diesen Wettbewerb. Ist der Pokalsieger auch Meister geworden, geht der Platz in der 2. Qualifikationsrunde an den Vizemeister und dessen Platz in der 1. Qualifikationsrunde belegt der 4. der Liga. Der Vierte der Liga spielt auch Conference League, wenn der Pokalsieger in der Liga Platz 2 oder 3 belegt.